# 2010-es labdarúgó-világbajnokság-selejtező (CONCACAF, 1. forduló)
Ezen az oldalon részletezve olvashatóak a CONCACAF-zóna 1. fordulójának eredményei. A 2007. májusi FIFA-világranglista alapján végezték a zóna csapatainak kiemelését, és az 1. fordulóba a 14.-35. helyezett csapatok kerültek. A 2007. november 25-én Durbanben tartott sorsoláson a 14.-24. helyen kiemelt csapatokat párosították a 25.-35. helyig kiemeltekkel. A forduló párosításainak győztesei a 2. fordulóba léptek.

## A selejtező formája
Az 1. forduló, azaz az első előselejtező forduló azt a célt szolgálta, hogy a csapatok számát 35-ről 24-re csökkentsék. A kialakított 11 párosítás mérkőzéseit három kivétellel oda-visszavágós rendszerben rendezték meg. A Puerto Rico – Dominikai Köztársaság, a Grenada – Amerikai Virgin-szigetek és a Montserrat – Suriname párosítások esetén egy mérkőzés döntött a továbbjutás sorsáról, mivel négy helyszín (Amerikai Virgin-szigetek, Dominikai Köztársaság, Montserrat, Suriname) nem felelt meg a Nemzetközi Labdarúgó-szövetség (FIFA) stadionokkal szemben támasztott követelményeinek és előírásainak, így hazai mérkőzéseit nem rendezhette meg.

## Mérkőzések

### Az 1. csoport előselejtező mérkőzései

#### 1. párosítás
| 2008. február 6. 19:00 (UTC-4) | Dominikai Közösség | 1 – 1               | Barbados     | Windsor Park, Roseau Nézőszám: 4,200 Játékvezető: Quesada (Costa Rica-i) |
| 2008. február 6. 19:00 (UTC-4) | Pacquette 21'      | (1 – 1) Jegyzőkönyv | Williams 43' | Windsor Park, Roseau Nézőszám: 4,200 Játékvezető: Quesada (Costa Rica-i) |

| 2008. március 26. 16:00 (UTC-4) | Barbados                           | 1 – 0               | Dominikai Közösség | Hadley Court Stadion, Bridgetown Nézőszám: 4,150 Játékvezető: Batres (guatemalai) |
| 2008. március 26. 16:00 (UTC-4) | Ra. Williams 54′, 59′ Stanford 80' | (0 – 0) Jegyzőkönyv | Bernard 59′        | Hadley Court Stadion, Bridgetown Nézőszám: 4,150 Játékvezető: Batres (guatemalai) |

Továbbjutott Barbados 2–1-es összesítéssel és az Amerikai Egyesült Államok ellen játszik a 2. fordulóban.

#### 2. párosítás
| 2008. február 6. 19:45 (UTC-5) | Turks- és Caicos-szigetek | 2 – 1               | Saint Lucia      | Nemzeti Stadion, Providenciales Nézőszám: 2,200 Játékvezető: Whittaker (kajmán-szigeteki) |
| 2008. február 6. 19:45 (UTC-5) | Lowery 31' G. Glinton 74' | (1 – 0) Jegyzőkönyv | N. Gilbert 90+2' | Nemzeti Stadion, Providenciales Nézőszám: 2,200 Játékvezető: Whittaker (kajmán-szigeteki) |

| 2008. március 26. 15:00 (UTC-4) | Saint Lucia         | 2 – 0               | Turks- és Caicos-szigetek | Vieux Fort-i Nemzeti Stadion, Vieux Fort Nézőszám: 1,200 Játékvezető: Forde (barbadosi) |
| 2008. március 26. 15:00 (UTC-4) | McPhee 28' Elva 85' | (1 – 0) Jegyzőkönyv |                           | Vieux Fort-i Nemzeti Stadion, Vieux Fort Nézőszám: 1,200 Játékvezető: Forde (barbadosi) |

Továbbjutott Saint Lucia 3–2-es összesítéssel és Guatemala ellen játszik a 2. fordulóban.

#### 3. párosítás
| 2008. február 3. 15:00 (UTC-4) | Bermuda     | 1 – 1               | Kajmán-szigetek | Bermudai Nemzeti Stadion, Nézőszám: 2,000 Játékvezető: Navarro (kanadai) |
| 2008. február 3. 15:00 (UTC-4) | Burgess 18' | (0 – 1) Jegyzőkönyv | Grant 87'       | Bermudai Nemzeti Stadion, Nézőszám: 2,000 Játékvezető: Navarro (kanadai) |

| 2008. március 30. 19:00 (UTC-5) | Kajmán-szigetek       | 1 – 3               | Bermuda                    | Truman Boden Stadion, George Town Nézőszám: 3,200 Játékvezető: Marrufo (USA) |
| 2008. március 30. 19:00 (UTC-5) | Forbes 64' (11-esből) | (0 – 2) Jegyzőkönyv | Degraff 19' 23' Steede 53' | Truman Boden Stadion, George Town Nézőszám: 3,200 Játékvezető: Marrufo (USA) |

Továbbjutott Bermuda 4–2-es összesítéssel és Trinidad és Tobago ellen játszik a 2. fordulóban.

#### 4. párosítás
| 2008. február 6. 20:00 (UTC-4) | Aruba | 0 – 3               | Antigua és Barbuda                        | Guiilermo Prospero Trinidad Stadion, Oranjestad Nézőszám: 250 Játékvezető: Delgado (kubai) |
| 2008. február 6. 20:00 (UTC-4) |       | (0 – 3) Jegyzőkönyv | Dublin 23' Gregory 27' Sierra 40' (öngól) | Guiilermo Prospero Trinidad Stadion, Oranjestad Nézőszám: 250 Játékvezető: Delgado (kubai) |

| 2008. március 26. 16:15 (UTC-4) | Antigua és Barbuda                                     | 1 – 0               | Aruba | Antiguai Szabadidőpark, St.John's Nézőszám: 1,000 Játékvezető: Campbell (jamaicai) |
| 2008. március 26. 16:15 (UTC-4) | Dublin 45′ Jeffers 47′ Challenger 86' Farrell 89′, 93′ | (0 – 0) Jegyzőkönyv |       | Antiguai Szabadidőpark, St.John's Nézőszám: 1,000 Játékvezető: Campbell (jamaicai) |

Továbbjutott Antigua és Barbuda 4–0-s összesítéssel és Kuba ellen játszik a 2. fordulóban.

### A 2. csoport előselejtező mérkőzései

#### 5. párosítás
| 2008. február 6. 15:00 (UTC-6) | Belize                     | 3 – 1               | Saint Kitts és Nevis | Estadio Mateo Flores, Guatemalaváros (Guatemala)1 Nézőszám: 500 Játékvezető: Stennet (jamaicai) |
| 2008. február 6. 15:00 (UTC-6) | McCauley 7' 41' Roches 23' | (3 – 1) Jegyzőkönyv | Williams 13'         | Estadio Mateo Flores, Guatemalaváros (Guatemala)1 Nézőszám: 500 Játékvezető: Stennet (jamaicai) |

| 2008. március 26. 19:00 (UTC-4) | Saint Kitts és Nevis | 1 – 1               | Belize    | Warner Park, Bassaterre Nézőszám: 0 Játékvezető: Brizan (Trinidad és Tobagó-i) |
| 2008. március 26. 19:00 (UTC-4) | Mitchum 84'          | (0 – 1) Jegyzőkönyv | Smith 39' | Warner Park, Bassaterre Nézőszám: 0 Játékvezető: Brizan (Trinidad és Tobagó-i) |

Továbbjutott Belize 4–2-es összesítéssel és Mexikó ellen játszik a 2. fordulóban.

#### 6. párosítás
| 2008. március 26. 19:00 (UTC-4) | Bahama-szigetek | 1 – 1               | Brit Virgin-szigetek | Thomas Robinson Stadion, Nassau Nézőszám: 450 Játékvezető: Moreno (panamai) |
| 2008. március 26. 19:00 (UTC-4) | St Fleur 47'    | (0 – 0) Jegyzőkönyv | Lennon 68'           | Thomas Robinson Stadion, Nassau Nézőszám: 450 Játékvezető: Moreno (panamai) |

| 2008. március 30. 15:00 (UTC-4) | Brit Virgin-szigetek        | 2 – 2               | Bahama-szigetek         | Thomas Robinson Stadion, Nassau (Bahama-szigetek)2 Nézőszám: 940 Játékvezető: Suazo (dominikai köztársasági) |
| 2008. március 30. 15:00 (UTC-4) | Williams 72' 90' (11-esből) | (0 – 1) Jegyzőkönyv | Bethel 41' Mitchell 57' | Thomas Robinson Stadion, Nassau (Bahama-szigetek)2 Nézőszám: 940 Játékvezető: Suazo (dominikai köztársasági) |

Továbbjutott Bahama-szigetek 3–3-as összesítéssel, idegenben lőtt több góllal, és Jamaica ellen játszik a 2. fordulóban.

#### 7. párosítás
| 2008. március 26. 20:00 (UTC-4) | Puerto Rico             | 1 – 0 (h.u.)               | Dominikai Köztársaság | Juan Ramon Loubriel Stadion, Bayamón Nézőszám: 8,000 Játékvezető: Morales (mexikói) |
| 2008. március 26. 20:00 (UTC-4) | Villegas 96' (11-esből) | (0 – 0, 1 – 0) Jegyzőkönyv |                       | Juan Ramon Loubriel Stadion, Bayamón Nézőszám: 8,000 Játékvezető: Morales (mexikói) |

Egy mérkőzés döntött a továbbjutás sorsáról, mivel a dominikai helyszín nem felelt meg a FIFA előírásainak és követelményeinek, így hazai mérkőzését nem rendezhette meg.
Továbbjutott Puerto Rico 1–0-s összesítéssel és Honduras ellen játszik a 2. fordulóban.

#### 8. párosítás
Saint Vincent Kanadával játszik a 2. fordulóban az utolsó kiadó helyért a 2. csoportban.

### A 3. csoport előselejtező mérkőzései

#### 9. párosítás
| 2008. március 26. 15:00 (UTC-4) | Grenada                                                                                           | 10 – 0              | Amerikai Virgin-szigetek | Grenadai Nemzeti Stadion, St. George's Nézőszám: 3,000 Játékvezető: James (guyanai) |
| 2008. március 26. 15:00 (UTC-4) | Roberts 3' 8' R. Charles 9' 43' 65' 87' S. Rennie 22' Langaigne 57' Bubb 82' Ferguson 89' (öngól) | (5 – 0) Jegyzőkönyv |                          | Grenadai Nemzeti Stadion, St. George's Nézőszám: 3,000 Játékvezető: James (guyanai) |

Egy mérkőzés döntött a továbbjutás sorsáról, mivel az amerikai virgin-szigeteki helyszín nem felelt meg a FIFA előírásainak és követelményeinek, így hazai mérkőzését nem rendezhette meg.
Továbbjutott Grenada 10–0-s összesítéssel és Costa Rica ellen játszik a 2. fordulóban.

#### 10. párosítás
| 2008. március 26. 18:00 (UTC-4) | Montserrat  | 1 – 7               | Suriname                                                          | Marvin Lee Stadion, Macoya (Trinidad és Tobago) Nézőszám: 100 Játékvezető: Aguilar (salvadori) |
| 2008. március 26. 18:00 (UTC-4) | Farrell 48' | (0 – 2) Jegyzőkönyv | Christoph 36' 55' Wondel 44' Valies 64' Huur 80' Schurman 86' 88' | Marvin Lee Stadion, Macoya (Trinidad és Tobago) Nézőszám: 100 Játékvezető: Aguilar (salvadori) |

Trinidad és Tobagóban, semleges pályán rendezett mérkőzés döntött a továbbjutás sorsáról, mivel sem a Suriname-i, sem pedig a montserrati helyszín nem felelt meg a FIFA előírásainak és követelményeinek.
Továbbjutott Suriname 7–1-es összesítéssel és Guyana ellen játszik a 2. fordulóban.

#### 11. párosítás
| 2008. február 6. 19:30 (UTC-6) | Salvador                                                                                         | 12 – 0              | Anguilla | Estadio Cuscatlán, San Salvador Nézőszám: 15,000 Játékvezető: Jauregui Santillan (holland antilláki) |
| 2008. február 6. 19:30 (UTC-6) | Martin 5', 18' Corrales 31', 33', 54', 65', 68' Cerritos 47', 77', 85' Quintanilla 70' Umaña 84' | (4 – 0) Jegyzőkönyv |          | Estadio Cuscatlán, San Salvador Nézőszám: 15,000 Játékvezető: Jauregui Santillan (holland antilláki) |

| 2008. március 26. 20:00 (UTC-4) | Anguilla | 0 – 4               | Salvador                                           | RFK Stadion, Washington (USA)3 Nézőszám: 22,670 Játékvezető: Bedeau (grenadai) |
| 2008. március 26. 20:00 (UTC-4) |          | (0 – 4) Jegyzőkönyv | Cerritos 8' Corrales 15' Monteagudo 23' Torres 35' | RFK Stadion, Washington (USA)3 Nézőszám: 22,670 Játékvezető: Bedeau (grenadai) |

Továbbjutott Salvador 16-0-s összesítéssel és Panama ellen játszik a 2. fordulóban.

#### 12. párosítás
| 2008. február 6. 15:00 (UTC-6) | Nicaragua | 0 – 1               | Holland Antillák | Estadio Cacique Diriangén, Diriamba Nézőszám: 7,000 Játékvezető: Lopez Castellanos (guatemalai) |
| 2008. február 6. 15:00 (UTC-6) |           | (0 – 1) Jegyzőkönyv | Jongsma 15'      | Estadio Cacique Diriangén, Diriamba Nézőszám: 7,000 Játékvezető: Lopez Castellanos (guatemalai) |

| 2008. március 26. 20:00 (UTC-4) | Holland Antillák        | 2 – 0               | Nicaragua       | Ergilio Hato Stadion, Willemstad Nézőszám: 9,000 Játékvezető: Wijngaarde (Suriname-i) |
| 2008. március 26. 20:00 (UTC-4) | Loran 42' Zimmerman 81' | (1 – 0) Jegyzőkönyv | Martin 58′, 60′ | Ergilio Hato Stadion, Willemstad Nézőszám: 9,000 Játékvezető: Wijngaarde (Suriname-i) |

Továbbjutott Holland Antillák 3–0-s összesítéssel és Haiti ellen játszik a 2. fordulóban.

## Lásd még
- 2. forduló
- 3. forduló
- 4. forduló